# Шепси (станция)
Шепси́ — станция Северо-Кавказской железной дороги РЖД, расположена в селе Шепси Туапсинского района Краснодарского края России.

## Описание
Расположена на берегу Чёрного моря у впадения реки Шепси.
В пределах границ станции: железнодорожный мост через реку Шепси, три пути с наземным переходом, здание станции с залом ожидания и кассой. Ранее от основной железнодорожной магистрали в долину реки Шепси отходит 4-километровая железнодорожная ветка до посёлка Пасека(впоследствии исчезнувшего)на месте каменного карьера. До наших дней сохранилось здание старого вокзала частичного переделанного и находящегося на территории пансионата «Луч» что находится поблизости южной части жд.станции.
На станции осуществляются:
- Продажа пассажирских билетов;
- Прием и выдача багажа;
- Прием и выдача повагонных и мелких отправок (имеются подъездные пути).